# Dantona
Dantona is een geslacht van vlinders van de familie uilen (Noctuidae), uit de onderfamilie Hadeninae.

## Soorten
- D. corves Dyar, 1914
- D. marginata Jones, 1914
- D. stillata Guenée, 1852